# Georgij Zotov
Georgij Andreevič Zotov (in russo Георгий Андреевич Зотов?; Novosibirsk, 12 gennaio 1990) è un calciatore russo, difensore o centrocampista dell'Orenburg.